# Peyzac-le-Moustier
Peyzac-le-Moustier is een gemeente in het Franse departement Dordogne (regio Nouvelle-Aquitaine). Peyzac-le-Moustier telde op 1 januari 2022 198 inwoners. De plaats maakt deel uit van het arrondissement Sarlat-la-Canéda.
Le Moustier had een rivierhaven op de Vézère, waar tussen de 17e en 19e eeuw kanonnen van de hoogovens van de Périgord over het water naar het arsenaal van La Rochelle werden vervoerd.

## Geografie
De oppervlakte van Peyzac-le-Moustier bedroeg op 1 januari 2022 10,1 vierkante kilometer; de bevolkingsdichtheid was toen 19,6 inwoners per km². 
De onderstaande kaart toont de ligging van Peyzac-le-Moustier met de belangrijkste infrastructuur en aangrenzende gemeenten.

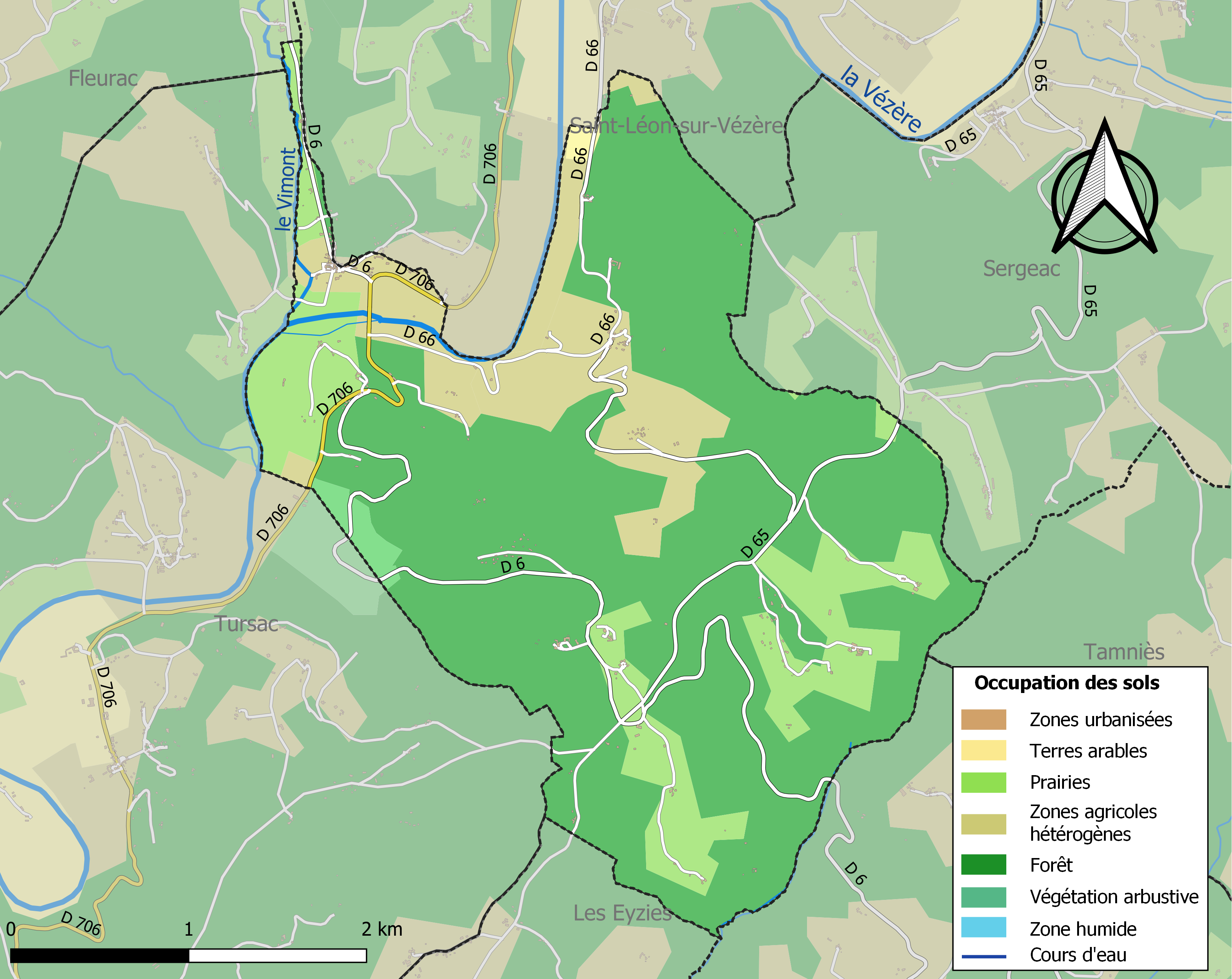

## Demografie
Onderstaande figuur toont het verloop van het inwonertal (bron: INSEE-tellingen).